# إف. د. ريف
إف. د. ريف (بالإنجليزية: F. D. Reeve)‏ هو مترجم وشاعر أمريكي، ولد في 18 سبتمبر 1928 في فيلادلفيا في الولايات المتحدة، وتوفي في 28 يونيو 2013 في لبنان في الولايات المتحدة بسبب السكري.